# Chlebíčková aféra
Chlebíčková aféra nebo také Travičská aféra je událost ze září 1941, při které protektorátní ministerský předseda Alois Eliáš otrávil několik kolaborantských novinářů. Incident dodnes nese název známé pochutiny, jelikož otravu způsobily infikované chlebíčky.

## Předehra
Ihned po vzniku protektorátu vymizely veškeré politické strany, organizace a hnutí, Poslanecká sněmovna a Senát Národního shromáždění zanikly, a na místo klasické vlády vznikla vláda úřednická. Politickou stranou zůstalo jen nově vzniklé Národní souručenství.
Součástí okupačního režimu byl i protektorátní tisk, tzv. aktivističtí novináři, tj. s okupačním režimem aktivně spolupracující novináři. Ti převzali nacistickou ideologii, aktivně spolupracovali s německou zpravodajskou službou a mnozí z nich udržovali vřelé osobní kontakty s nacistickými úředníky.
V březnu 1941 vytvořila tato skupina kolaborantů tzv. sedmičku vedoucích novinářů, do které patřili Vladimír Krychtálek, Karel Lažnovský, Jaroslav Křemen, Vladimír Ryba, Václav Crha, Emanuel Vajtauer a Karel Werner. Společně usilovali o vytvoření pronacistického proudu české žurnalistiky, přijetí nacistické ideologie a postupné úplné začlenění českých zemí do říše. Ústředním bodem programové kritiky aktivistických novinářů vůči vládě byla její pasivita ke světovým událostem a neochota spolupráce s nacistickým režimem. Proto se ocitli v rozporu s oficiální politikou jak prezidenta Háchy, tak i Aloise Eliáše a jeho vlády. Proti aktivistickým novinářům vystupoval prostřednictvím londýnského rozhlasu i zahraniční odboj.
V srpnu 1941 za podpory úřadu říšského protektora zahájili aktivističtí novináři proti ministerskému předsedovi ofenzivní politiku. Na poradě tiskového odboru svolané Wolfgangem Wolframem von Wolmar si sedmička vedoucích novinářů stěžovala na nedostatečný proněmecký postoj protektorátní vlády. Londýnský rozhlas vzápětí reagoval veřejnou výzvou Čechům k bojkotu protektorátního tisku. K bojkotu došlo 14. září a bezprostředně po něm aktivističtí novináři požadovali Eliášovu veřejnou podporu. Ministerský předseda se striktně odmítl v této záležitosti exponovat, stejně tak odmítal hromadnou audienci novinářů. Eliáš názor změnil až ve chvíli, kdy žurnalisté přesunuli své požadavky na prezidenta Háchu, protože se domníval, že prezident jejich tlaku podlehne.

## Otrávené chlebíčky
Alois Eliáš před konáním schůzky kontaktoval Miloše Kliku, urologa a svého přítele, se kterým již v roce 1940 plánovali odstranění K. H. Franka. Klika je dodnes považován za hlavního otce myšlenky odstranění vlivných nacistických představitelů pomocí bakteriologické zbraně.
Zprostředkovatelem účinného jedu měl být František Patočka, ředitel bakteriologického ústavu při Karlově univerzitě, a jeho kolegové Ivan Málek a Vladimír Wagner. Patočka sám neměl možnost bakterie získat, proto požádal své kolegy, aby laboratorně vyšlechtili bakterie tyfu a tuberkulózy. Musela být také vyřešena otázka aplikace jedu do občerstvení. V den schůzky, 18. září 1941, přinesl Eliáš do ordinace profesora Kliky pět obložených chlebíčků s pomazánkou a sardinkami, které připravila jeho manželka (jiná verze zní, že Eliáš zakoupil chlebíčky v proslulém lahůdkářství Josef Lippert na Příkopech). Jed do nich musel být vpraven tak, aby se při servírování neocitly na povrchu a nebyl otráven sám Eliáš. Jed byl proto aplikován pomocí injekční stříkačky, přičemž do každého chlebíčku byla vstříknuta bakterie tyfu a tuberkulózy, a do jednoho z nich přidán dosud nevyzkoušený botulotoxin, tzv. klobásový jed, rozpuštěný ve vodě.

## Eliáš se setkává s novináři
Ve čtvrtek 18. září 1941 přijal Alois Eliáš v úřadovně předsednictva ministerské rady sedmičku aktivistických novinářů, schůzky se účastnili i Eliášovi spolupracovníci šéfredaktor Ctibor Melč a dr. Jaroslav Vorel. Eliáš pečlivě určil zasedací pořádek, přičemž každý z aktivistů měl u své jmenovky připraven talířek s občerstvením – obloženými chlebíčky.
Jednání samotné žádný podstatný výsledek nepřineslo. Stanovisko aktivistických novinářů se nezměnilo, očekávali vyjádření Eliášovy podpory a požadovali větší vstřícnost protektorátních úřadů při spolupráci s nacisty. Nejvíce se v tomto směru angažoval Lažnovský, který kritizoval nedostatečné proněmecké vystupování protektorátní vlády. Eliáš se naopak snažil závažným tématům vyhnout a sváděl řeč na problematiku zásobování, cen a pěstování zemědělských plodin. Když došlo na konkrétní politická témata, Eliáš se obratně vyhýbal zásadním stanoviskům a ujišťoval novináře o tom, že jejich důvody chápe a že se bude konat jistě další schůzka k vyjasnění vzájemných postojů. Porada tak očekávání aktivistických novinářů nenaplnila, jelikož Eliášovy veřejné podpory nedosáhli.

## Smrt Karla Lažnovského

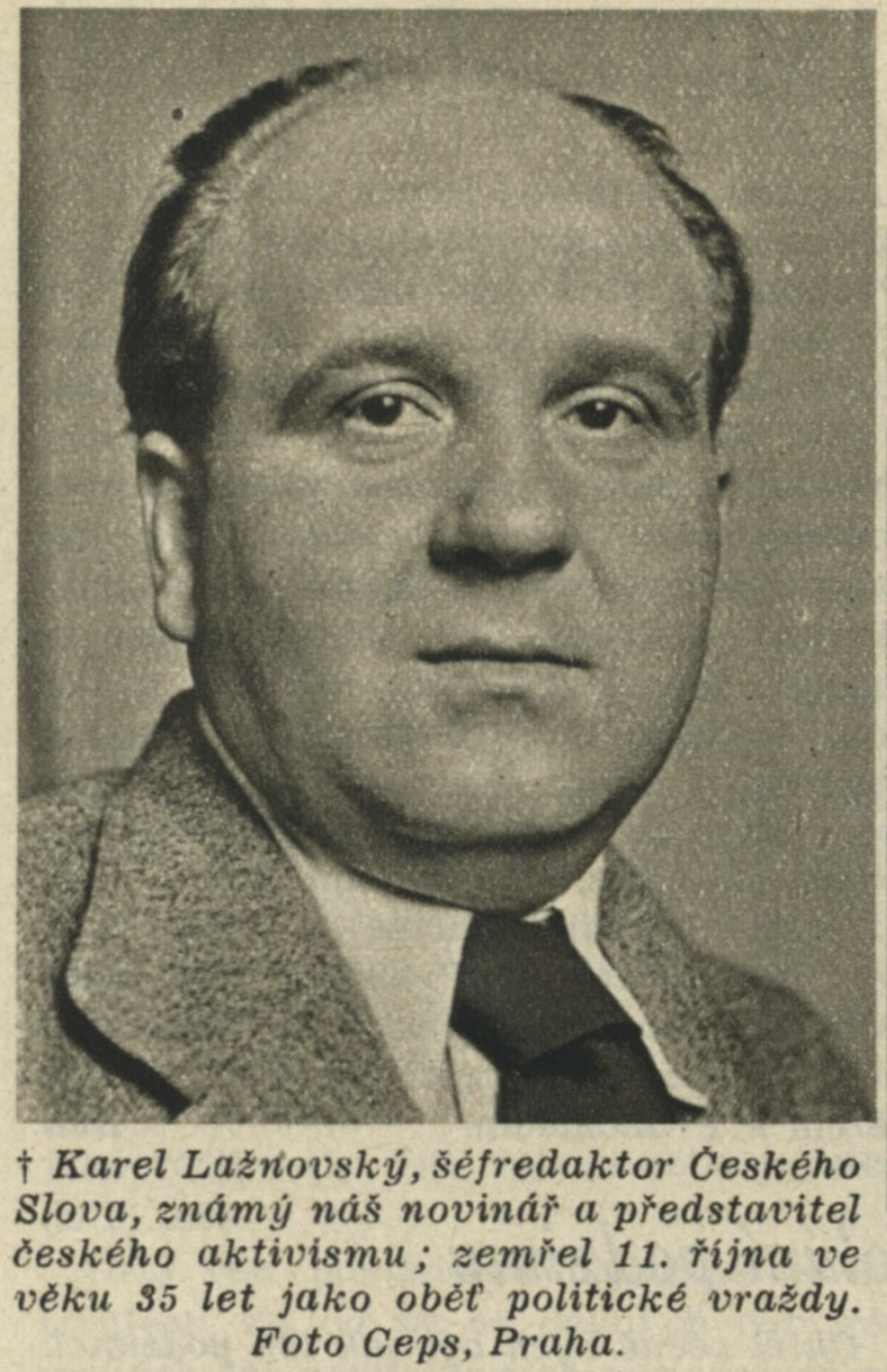
Nekrolog Karla Lažnovského (časopis Pestrý týden, 18. října 1941)

Aktivističtí žurnalisté v následujících dnech na Eliáše i na vládu vyvinuli nátlak, který vyvrcholil požadavkem odsouzení londýnské vlády. Ministerský předseda odkázal žurnalisty na prezidenta Háchu, jehož stanovisko pro něj bylo určující. Audience novinářů u Háchy měla proběhnout 25. září 1941. Očekávaná schůzka se však neuskutečnila, neboť den před jejím konáním oznámil Emanuel Vajtauer, že Lažnovský, Křemen a Krychtálek onemocněli chřipkou. Lažnovského i s jeho kolegy hospitalizovali v nemocnici na Vinohradech, později je převezli do podolského sanatoria SS, kde provedená vyšetření prokázala onemocnění tuberkulózou. Gestapo začalo možný atentát ihned vyšetřovat.
O dva dny později, 27. září 1941, proběhla změna v úřadě říšského protektora. Umírněnějšího Konstantina von Neuratha vystřídal nový zastupující říšský protektor Reinhard Heydrich. Ten ihned po svém příjezdu vydal nařízení o výjimečném stavu a o den později vyhlásil stanné právo. Chtěl tak zlikvidovat stále více se vzmáhající odboj a vypořádat se s vysoce postavenými prvorepublikovými důstojníky. Mezi zatčenými byl i Alois Eliáš, kterého obvinili ze spolupráce s odbojovou organizací Obrana národa. Dne 29. září byl zbaven funkce předsedy protektorátní vlády a 1. října měl být za svou rozvratnou činnost souzen.
Atentát si nakonec vyžádal jedinou oběť. Poté, co 10. října 1941 Karel Lažnovský na následky onemocnění zemřel a pitva, kterou provedli lékaři Patologickoanatomického ústavu Německé Karlovy univerzity pod dohledem SS-Hauptsturmführera MUDr. H. Strassenburgera 12. října, jasně prokázala, že příčinou smrti Lažnovského byl tyfus, byl Eliáš podroben dalšímu výslechu. Ten i přes nátlak, který na něj byl vyvíjen, svou vinu popřel. Skutečnost, že byl Eliáš spojovaný s chlebíčkovým atentátem, hodlal Heydrich využít při jeho další obžalobě, zvláštní komise zřízená Říšským kriminálním úřadem v únoru 1942 však spojitost Eliáše s travičskou aférou odmítla.

## Důsledky

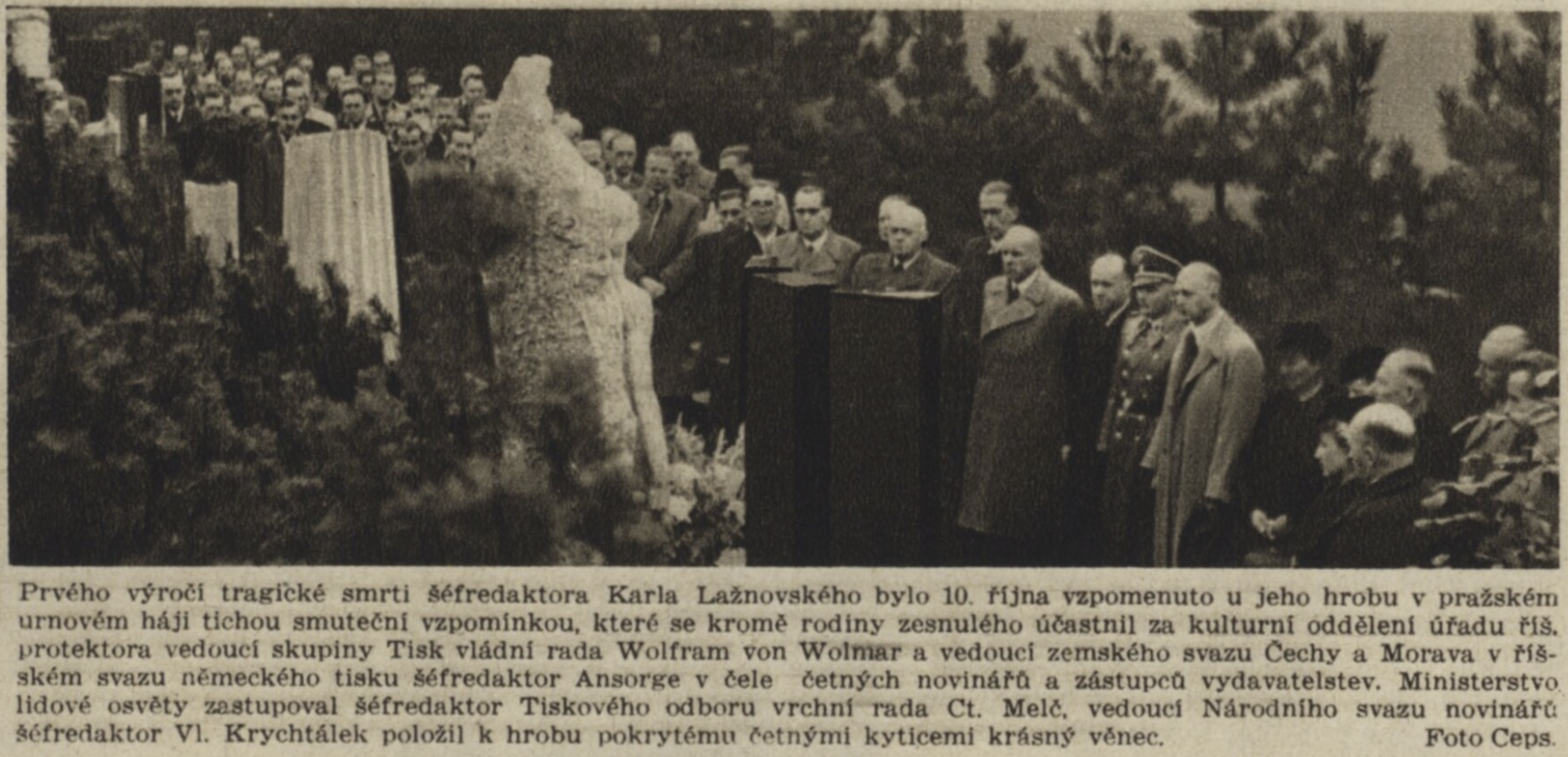
Setkání u hrobu K. Lažnovského v den ročního výročí jeho smrti (Pestrý týden, říjen 1942)

Aféry se snažili nacisté i aktivisté plně využít. Lažnovskému byl uspořádán státní pohřeb, bylo po něm pojmenováno nábřeží na Novém Městě (dnes Rašínovo nábřeží) a propaganda ho označila za nejvýznamnějšího českého novináře. Chlebíčková aféra je dodnes považována za významný odbojový čin, za nímž stál ministerský předseda Alois Eliáš. Odstraněním Lažnovského přišla česká kolaborantská žurnalistika o jeden z hlavních pilířů. Chlebíčková aféra se také stala výstrahou pro další aktivistické novináře, kteří poškozovali českou společnost. Dodnes je také předmětem mnoha diskusí a kontroverzí.